# (13168) Danoconnell
(13168) Danoconnell est un astéroïde de la ceinture principale.

## Description
(13168) Danoconnell est un astéroïde de la ceinture principale. Il fut découvert le 6 décembre 1995 à Haleakala par l'observatoire AMOS. Il présente une orbite caractérisée par un demi-grand axe de 2,63 UA, une excentricité de 0,10 et une inclinaison de 15,8° par rapport à l'écliptique.

## Compléments